# Shadow of Your Love
Shadow of Your Love è una canzone della band rock americana Guns N 'Roses, pubblicata come singolo nel 2018. La canzone è entrata al 31º posto nella classifica Mainstream Rock nella sua edizione il 12 maggio, raggiungendo come picco il quinto posto il 19 giugno.

## Storia
"Shadow of Your Love" è stata scritta da Axl Rose e Izzy Stradlin degli Hollywood Rose con l'aiuto dell'amico di Rose, Paul Tobias (Tobias in seguito è stato membro dei Guns N 'Roses dal 1994 al 2002). Rose ha detto di essere stato ispirata dai Thin Lizzy nello scrivere i testi e ha scritto la canzone in "circa 7 minuti".
La canzone è stata registrata per la prima volta dagli Hollywood Rose, con una registrazione in seguito pubblicata sull'album The Roots of Guns N 'Roses, che è stato registrato con il chitarrista principale dei Guns N' Roses Tracii Guns.
Steven Adler ha spiegato il significato della canzone: "La prima canzone che abbiamo suonato durante le prove è stata 'Shadow of Your Love', e Axl si è presentato tardi. La stavamo suonando, e proprio nel mezzo della canzone, Axl si presentò e afferrò il microfono e iniziò a correre su e giù per i muri urlando. Ho pensato: 'Questa è la cosa più grande di sempre'. In quel momento sapevamo quello che avevamo tra le mani. "
Nel 1998, l'ex chitarrista degli Hollywood Rose, Chris Weber, fece causa ad Axl Rose sostenendo di aver co-scritto "Shadow of Your Love" (e "Back Off Bitch" di Use Your Illusion I ).

## Pubblicazione e promozione
La prima versione della canzone fatta dai Guns N 'Roses è apparsa come B-side su It's So Easy / Mr. Brownstone, singolo del 1987, come versione "finta-live" della canzone, con sovraincisione del rumore della folla sulla versione in studio. La stessa versione è stata rilasciata anche nel 1988 sull'EP Live From The Jungle . La traccia è stata presa dal EP di debutto della band, Live?!*@ Like A Suicide .
Una diversa registrazione della canzone è stata pubblicata come B-side del singolo Live and Let Die nel 1991, che è identica alla versione Sound City Session inclusa in seguito in Appetite for Destruction Deluxe Edition .
Una registrazione inedita della canzone è stata ufficialmente pubblicata come singolo nel 2018 per promuovere il box di Appetite for Destruction. L'artwork del singolo è stato realizzato dall'artista Arian Buhler. Buhler ha lavorato con la band in precedenza per la progettazione delle litografie per il Not In This Lifetime... Tour. Sono stati rilasciati due video con il testo per la promozione del singolo. La canzone è anche inclusa come singolo 7" nell'Appetite for Destruction Locked N 'Loaded Box Set, con la versione acustica del 1988 di "Move to the City".
Il 6 giugno 2018, la band ha suonato la canzone dal vivo per la prima volta dall'Appetite for Destruction Tour . Il brano è stato infine inserito nella versione rimasterizzata del 2018 dell'album Appetite for Destruction come bonus track.

## Formazione
Versione dei Guns N 'Roses
- W. Axl Rose - voce solista
- Slash - chitarra solista
- Izzy Stradlin - chitarra ritmica, voce di accompagnamento
- Duff McKagan - basso, voce di accompagnamento
- Steven Adler - batteria, percussioni

Versione degli Hollywood Rose
- Axl Rose - voce solista
- Izzy Stradlin - chitarra ritmica
- Chris Weber - chitarra solista
- Johnny Kreis - batteria
- Tracii Guns - chitarra

## Classifiche
| Classifica (2018)                | Posizione massima |
| -------------------------------- | ----------------- |
| Canada (rock)                    | 10                |
| Stati Uniti (mainstream rock)    | 5                 |
| Stati Uniti (rock & alternative) | 25                |